# Leonardo Ferrulli
Leonardo Ferrulli (* 1. Januar 1918 in Brindisi; † 5. Juli 1943 über Sizilien)  war einer der erfolgreichsten italienischen Jagdflieger des Zweiten Weltkriegs, Fliegerass der Regia Aeronautica und Träger der Medaglia d’Oro al Valor Militare (Goldene Medaille für militärische Tapferkeit). Ihm wurden 22 persönliche Luftsiege bestätigt, einer im Spanischen Bürgerkrieg und 21 im Zweiten Weltkrieg. Er schoss Hurricanes, P-40, P-38 Lightnings, Spitfires und B-17 ab und flog Fiat C.R.42 Doppeldecker sowie Eindecker vom Typ Macchi MC.200 und MC.202 Eindecker. Weitere Abschüsse wurden entsprechend der Vorgehensweise der italienischen Luftwaffe „kollektiviert“ (d. h. seiner Einheit zuerkannt). Seine Einheit war die 91ª Squadriglia, 10º Gruppo, von 4º Stormo, eine der besten Jagdeinheiten der Regia Aeronautica.

## Leben
Ferrulli trat bereits 1935 in die Regia Aeronautica ein und absolvierte eine Pilotenausbildung. 1936 kam er als Unteroffizier zum 4º Stormo, einem Jagdgeschwader. Ab Februar 1937 kämpfte er im Spanischen Bürgerkrieg auf Seiten der Nationalisten. Im Zweiten Weltkrieg wurde er mit seinem 4. Geschwader vor allem über Malta, in Nordafrika und dann über Sizilien eingesetzt, wo er bei den heftigen Kämpfen gegen die alliierte Übermacht fiel.